# 康斯坦丁·罗扎耶夫斯基
康斯坦丁·弗拉基米罗维奇·罗扎耶夫斯基（羅馬化：Konstantin Vladimirovich Rodzayevsky；1907年7月29日—1946年8月30日）是俄罗斯法西斯党领导人。俄国白军失败后，他和追随者逃往日本控制的满洲国，领导俄罗斯法西斯党。此后，在内务人民委员会许诺对他赦免的情况下，罗扎耶夫斯基返回苏联后遭逮捕关入卢比扬卡监狱，经审判后被处决。

## 生平

### 移民哈尔滨
罗扎耶夫斯基的出生地海兰泡仅与中国境内的黑河地区有一江之隔。罗扎耶夫斯基在高中时期加入了共青团。1925年，他在家人未曾预料到的情况下突然横渡黑龙江辗转前往哈尔滨。1926年，罗扎耶夫斯基的母亲在收到苏联当局的出境签证后得知了康斯坦丁在哈尔滨，她赶到哈尔滨请求罗扎耶夫斯基回家，但被他坚定地拒绝了，这也成了他们母子的最后一次见面:49，69-71。
抵达哈尔滨后的罗扎耶夫斯基在哈尔滨法政大学学习，他在学院里认识了乔治·金斯和尼古拉·尼基福罗夫两位主张民族主义和反共主義的教授，这对他将来的意识形态产生了深远的影响，他因此加入了俄罗斯法西斯组织。1928年罗扎耶夫斯基毕业前夕，他因为领导了示威活动并撕下了苏联国旗而被开除了学籍，但翌年的中东路事件爆发后，苏联对哈尔滨法政大学的影响减弱，他很快恢复了学籍并拿到了法学学位。:70-76

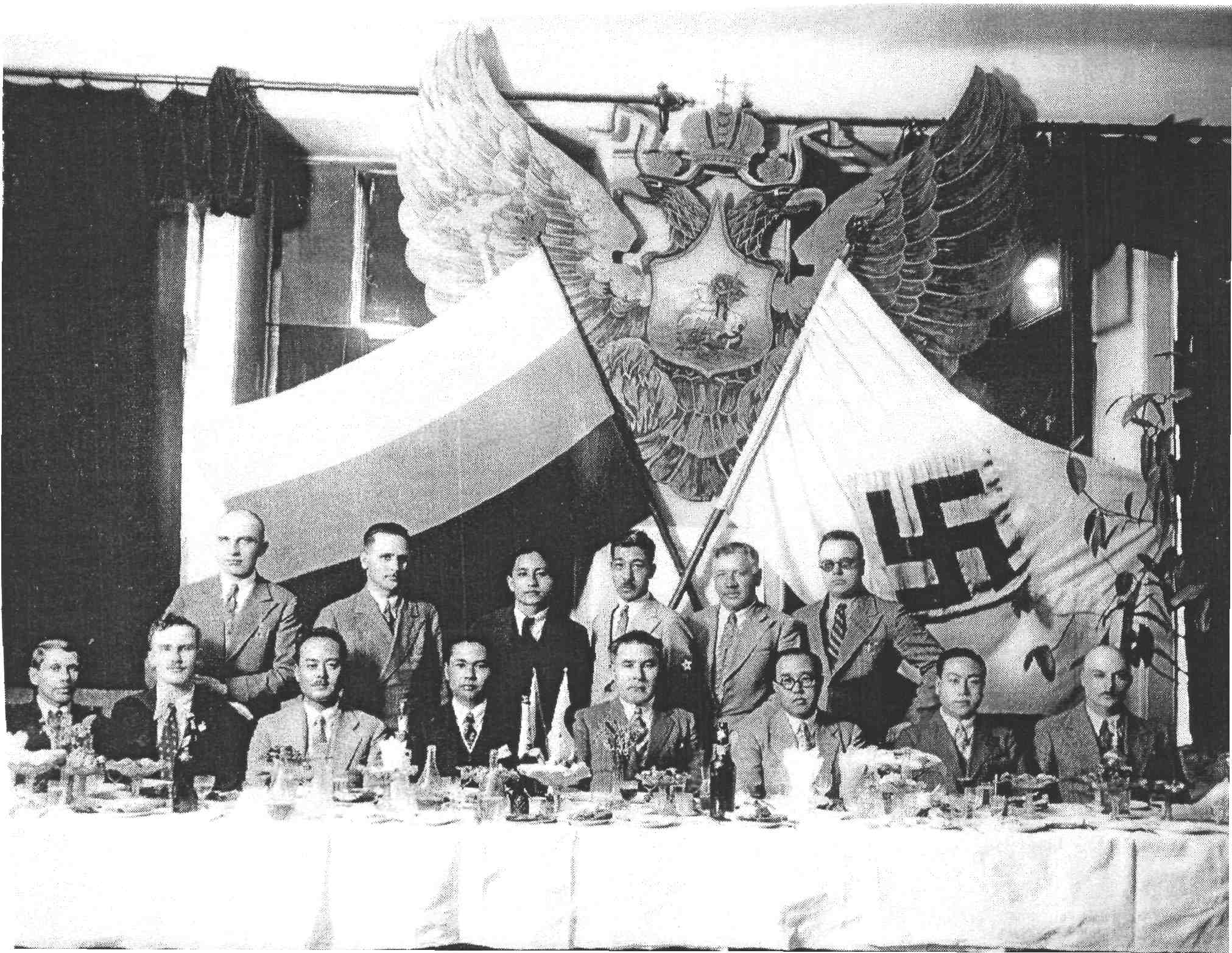
1934年在哈尔滨举行的满洲帝国俄罗斯人移民局成立宴会，前排左二是罗扎耶夫斯基，前排右起第四位是列夫·菲利波维奇·弗拉谢夫斯基，右起第二位是日本反苏联间谍情报官员秋草俊。

1931年九一八事变后，日本很快在中国东北扶植了伪满洲国政权，已经成立起俄罗斯法西斯党并担任秘书长的罗扎耶夫维奇被任命为满洲帝国俄罗斯人移民局二部（负责文化和教育）部长，并于1941年获得移民局颁发的勤奋勋章（За усердие）。1943年12月，由于罗扎耶夫斯基逃离苏联的理由与情况无法核实，日本当局怀疑他可能与苏联安全部门有联系，罗扎耶夫斯基和他的几个法西斯同党被宪兵队逮捕并受到了严酷的审讯，翌年2月，日本人相信了罗扎耶夫斯基的话，他被释放回移民局工作，官复原职。1943年7月1日，日本当局在没有任何解释的情况下突然取缔了俄罗斯法西斯党在日本、满洲和汪精卫政权控制区的党部，该党的会议、制服、歌曲和标志都被严格禁止:368-370。1945年，由于苏联即将占领满洲，罗扎耶夫斯基逃往上海:106，111。

### 返回苏联
第二次世界大战结束后，罗扎耶夫斯基与苏联内务人民委员会对于他回国的可能性进行了谈判，他写信给外贝加尔方面军司令马利诺夫斯基和斯大林，在信中称他自己放弃了法西斯主义的观点，希望能为苏联社会贡献出他自己的力量，但他的妻子和儿子分别在1974年和1977年声称这封信是伪造的，他前妻的丈夫尼古拉·佩特林也持有相同的观点。:400:118-119
在得到苏联会对他豁免的保证，并承诺给他一份宣传记者的新工作后，罗扎耶夫斯基自上海搬到北平，在苏联驻华大使馆住了三个星期。直到最后一刻，罗扎耶夫斯基都在犹豫究竟要不要返回苏联，但他最终还是决定离开中国。在最后一晚，他的战友仍在试图劝阻他，但他回应道，他已经没有回头路了，他也不希望他的家人因为他的缘故四处奔波。1945年10月25日，罗扎耶夫斯基带着苏联红军中尉给他的文件登上了返回苏联的飞机，下飞机后，他立刻被逮捕并被转移到了莫斯科。:411-415

### 审判与处决
1946年8月26日，针对白俄移民案件的审判在莫斯科召开，苏联媒体对其进行了大规模的报道。罗扎耶夫斯基被指控在逃离苏联后积极从事反苏活动，编制反苏传单、宣传册和书籍，在中国满洲和欧洲、美国等地建立类似的组织和团体。此外，判决书中还说罗扎耶夫斯基和一些日本将领一起参与了袭击苏联的准备工作，组织并亲自参与了日本情报部门的一系列挑衅行为，使之成为日本人占领满洲的借口，他还从移民局的成员选出一些间谍人选进行组织和训练以用于对抗苏联，并勾结德国情报部门，从他们那里获得资金进行反苏工作。:416
包括罗扎耶夫斯基在内的所有谢苗诺夫审判被告全部认罪，1946年8月30日凌晨5点，苏联最高法院军事审判庭主席瓦西里·乌尔里希宣读判决书，罗扎耶夫斯基被判处死刑，在当天在卢比扬卡大楼的地下室被行刑队处决。:284，419

## 身后
1998年3月26日，俄罗斯联邦最高法院军事人员案件司法合议庭发布第043/46号决定，当局根据《俄罗斯联邦刑法典》撤销了对罗扎耶夫斯基等人关于反苏煽动和宣传行为的定罪，但维持了对其他罪名的原判。

## 家庭
罗扎耶夫斯基的父亲是弗拉基米尔·伊万诺维奇（Владимир Иванович），1898年毕业于基辅大学法学院并担任过一段时间的公證人，1904年7月14日在布拉戈维申斯克大教堂与娜杰日达·米哈洛夫伊娜（Надежда Михайловна）结婚并育有四个子女，罗扎耶夫斯基是长子，他还有一个弟弟和两个妹妹。1928年，罗扎耶夫斯基的父亲和弟弟也来到了哈尔滨，而劝返罗扎耶夫斯基未果而独自回到海兰泡的母亲和两个妹妹则在1928年被苏联国家政治保卫局逮捕。:69-70
1929年，康斯坦丁·罗扎耶夫斯基与莉迪亚·马尔科娃（Лидия Малкова）结婚，但他们的两个孩子都夭折了。1936年，罗扎耶夫斯基与马尔科娃离婚，并于1937年与尼奥尼拉·亚利舍娃（Неонила Ялишева）结婚，两人育有两个儿子和一个女儿，第一个出生在1941年的儿子早夭，次子弗拉基米尔（Владимир）出生于1943年；女儿奥尔加（Ольга）则在1938年出生。:60，67